# Brèche des Deux-Bornes
La brèche des Deux-Bornes est un col de montagne pédestre des Pyrénées à 2 768 mètres d'altitude entre le département français des Hautes-Pyrénées, en Occitanie, et la province espagnole de Huesca, dans la communauté autonome d'Aragon, sur la frontière franco-espagnole.
Il relie la vallée d'Estaubé en Lavedan à la vallée de Pineta en Aragon.

## Géographie
La brèche des Deux-Bornes est située entre le Grand Astazou (3 071 m) à l’ouest et le pic de Tuquerouye (2 819 m) à l’est. Elle surplombe l'ibón de Marboré au sud.

## Protection environnementale
Le col est situé dans le parc national des Pyrénées.
Le col fait partie d'une zone naturelle protégée, classée ZNIEFF de type 1, « cirques d’Estaubé, de Gavarnie et de Troumouse », et de type 2, « haute vallée du gave de Pau : vallées de Gèdre et Gavarnie ».

## Voies d'accès
Le col est accessible par le versant nord (versant français) par le cirque d'Estaubé en direction de la borne de Tuquerouye au pied de la brèche ; versant sud (espagnol) par le col du Cylindre puis le lac glacé.